# Trietilenoglicol
Trietilenoglicol (TEG), também chamado de triglicol, 2,2'-etilenodiqxibis(etanol), 3,6-dioxa-1,8-octanodiol, entre outros nomes.
Apresenta-se como um líquido claro, de ponto de fusão -7 °C, ponto de ebulição 278 °C, densidade de 1.124 a 1.126, miscível em água, ponto de ignição 700 °C, de fórmula química HOCH2CH2OCH2CH2OCH2CH2OH (C6H12(OH)2). Massa molar 150,17 g/mol. Número CAS 112-27-6.